# جرمی براک
جرمی براک (به انگلیسی: Jeremy Brock) یک نویسنده و کارگردان بریتانیایی است که آثار مهم شامل فیلم‌های خانم براون، درس‌های رانندگی، آخرین پادشاه اسکاتلند، شارلوت گری و عقاب است. بروک همچنین دو نمایشنامه برای تئاتر را نوشته‌است. 

## زندگی شخصی
او در مالورن، ووسترشر متولد شد. او دارای برادر بزرگتر (متولد ۱۹۵۲) و خواهر (متولد ۱۹۵۴) و دو برادر جوانتر از خودش می‌باشد.
او در دانشگاه بریستول به تحصیل هنر نگارش و به صحنه آوری و بازی در نمایش نامه پرداخت، و در سال ۱۹۷۹ با پل آنوین آشنا شد.

## فیلم‌شناسی
- خانم براون (۱۹۹۷)
- شارلوت گری (۲۰۰۱)
- درسهای رانندگی (فیلم ۲۰۰۶)
- آخرین پادشاه اسکاتلند (۲۰۰۶)
- باری دیگر برایدزهد (۲۰۰۸)
- من برده‌ام (۲۰۱۰)
- عقاب (۲۰۱۱)
- چگونه من زنده ام (۲۰۱۳)
- هرج‌ومرج کوچک (۲۰۱۴)
- جنایت‌های تاریک (فیلم ۲۰۱۶)